# Trigonoptera isabellae
Trigonoptera isabellae is een keversoort uit de familie van de boktorren (Cerambycidae). De wetenschappelijke naam van de soort werd voor het eerst geldig gepubliceerd in 1949 door Gilmour.